# Wohn- und Wirtschaftsgebäude Damm 8

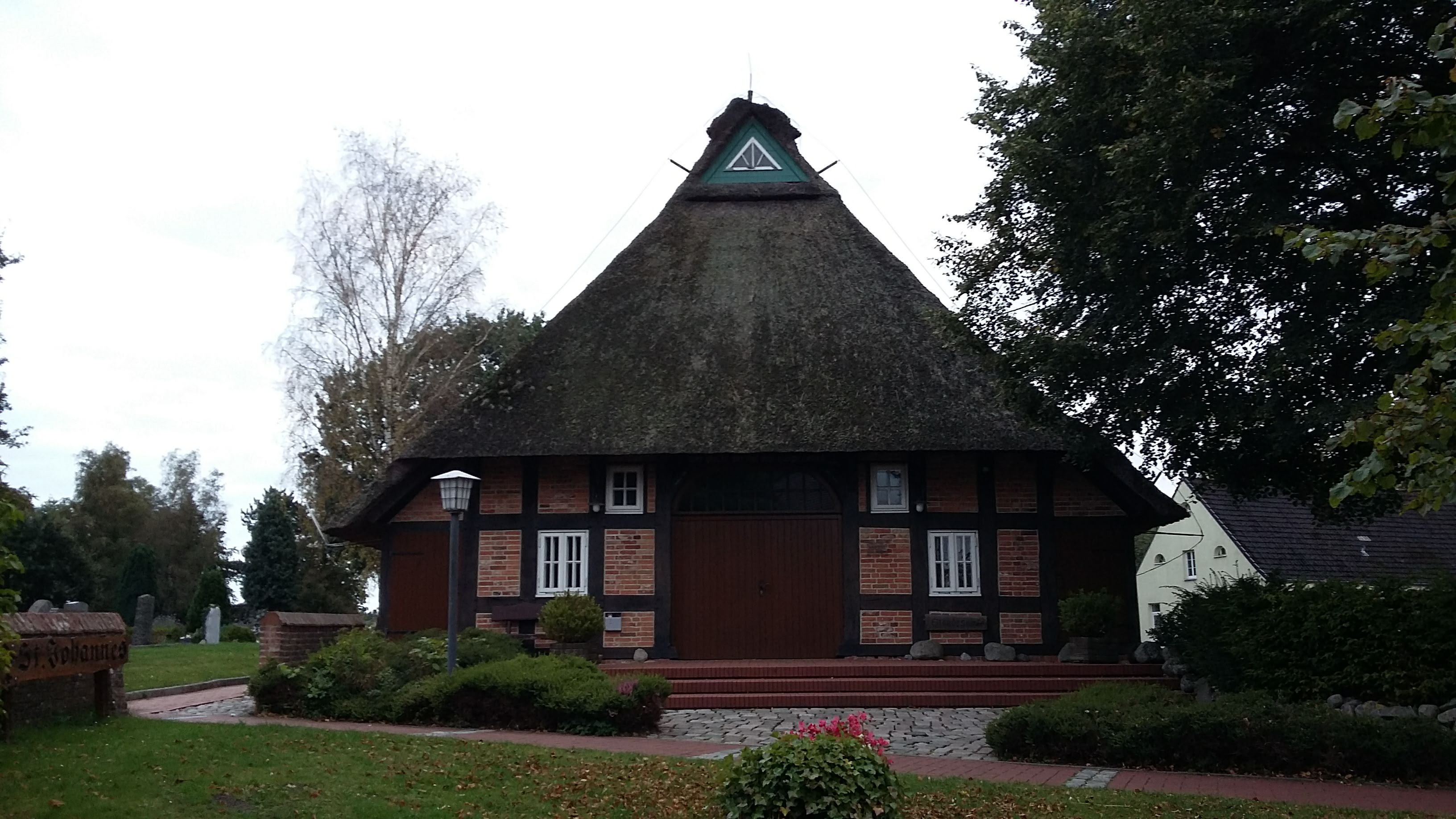
Nordfassade (2021)

Das Wohn- und Wirtschaftsgebäude Damm 8, das ehemalige Küsterhaus, in der niedersächsischen Gemeinde Schwanewede, Ortslage Hohenbuchen, stammt vom Ende des Jahrhunderts. Aktuell (2025) wird es als zweites Gemeindehaus mit Kirchencafé der ev. Kirchengemeinde genutzt.
Das Gebäude steht wie die Gruppe St. Johanneskirche unter Denkmalschutz (siehe auch Liste der Baudenkmale in Schwanewede).

## Geschichte und Beschreibung
1305 wurde der Herrensitz nebst Burgkapelle der Raubritter von Schwanewede von Bremen zerstört. Danach entstand eine neue Kapelle mit Friedhof in der Streusiedlung um Schwanewede. Die Kirche St. Johannes wurde 1762 gebaut als Mittelpunkt des früheren Bauerndorfes.
Das eingeschossige traufständige Zweiständer-Hallenhaus in Fachwerk mit Steinausfachungen mit reetgedecktem Krüppelwalmdach mit Uhlenloch und Grooter Door mit Korbbogen wurde 1790 (Inschrift) als Küsterhaus mit Lehrer- und Kantorenwohnung sowie erstes Schulgebäude von Schwanewede gebaut. Bei einem Brand von 1896 wurden die Archivakten vernichtet. Das Haus im Eigentum der Ev. Kirchengemeinde wurde 1987 umgebaut und saniert. Es dient auch für private Feiern und standesamtliche Trauungen.
Das Landesdenkmalamt befand u. a.: „…  Wohn-/Wirtschaftsgebäudes des Küsters als Teil der Kirchhofgruppe …“